# Сураж (Тернопольская область)
Сура́́ж (укр. Сура́ж) — село в Шумской городской общине Кременецкого района Тернопольской области Украины.
Население по переписи 2001 года составляло 1438 человек. Почтовый индекс — 47114. Телефонный код — 3558.

## История
Этот населенный пункт над р. Вилиею известен ещё со времен Киевской Руси, первое письменное упоминание относится к 1390 году. Вероятно, его название происходит от слова «Сурож», поскольку местность ещё с незапамятных времен была заселена крымскими греками (сурожцами). Поблизости, севернее в лесах появился греческий монастырь, названный Суражским.
До 2020 года входило в Шумский район.

## Известные уроженцы
- Суражский-Малюшицкий, Василий (середина 50-х гг. XVI века— 1604—1608) — украинский писатель-полемист.